# Rheumaptera griseata
Rheumaptera griseata là một loài bướm đêm trong họ Geometridae.